# Palast-Galerie
Die Palast-Galerie war eine von 1976 bis 1990 präsentierte Ausstellung von großformatigen Gemälden im Ostberliner Palast der Republik. Die Ausstellung sollte der Bevölkerung zeigen, welche Art von Kunst in der DDR staatlich gefördert, akzeptiert und zugelassen war. Gezeigt wurden die Werke von 16 staatlich beauftragten DDR-Künstlern, die sowohl die wissenschaftlich-technischen Errungenschaften des real existierenden Sozialismus darstellen sollten, als auch den durch den Sozialismus geformten neuen Menschen. Seit der Wende sind die Bilder im Besitz der Bundesrepublik Deutschland und befinden sich nach dem Abriss des Palastes der Republik im Deutschen Historischen Museum. Die künstlerische Qualität der Gemälde aus der Palast-Galerie ist stark umstritten. Öffentlich gezeigt wurden sie erst wieder 2017/2018 im Potsdamer Museum Barberini im Rahmen der Ausstellung Hinter der Maske. Künstler in der DDR.

## Künstlerisches Konzept für die Palast-Galerie
Mit dem repräsentativen Neubau des Palastes Republik an der Stelle des früheren Berliner Schlosses wollte die DDR-Staatsführung neben einem Zentrum für die Partei und dem Sitz der Volkskammer auch „eine Heimstatt der sozialistischen Kultur, des Frohsinns und der Geselligkeit, ein Freizeit- und Erholungszentrum der werktätigen Menschen"“ schaffen. Bei der Bauausführung des Palastes herrschte Zeitdruck, denn er sollte zum IX. Parteitag der SED, der dort stattfinden sollte, fertig sein.
Nach vielen Änderungen und Umplanungen wollte man nun auch ein künstlerisches Konzept für den Palast.
Zuständig für die Umsetzung eines solchen Konzeptes war das DDR-Ministerium für Kultur, das im April 1973 den Bildhauer Fritz Cremer mit der Planung einer nun gewollten künstlerischen Ausstattung beauftragte, nachdem das ursprüngliche architektonische Konzept keine künstlerische Gestaltung vorsah. In der Folge gab es eine Konkurrenzsituation zwischen Cremer und dem Chefarchitekten Heinz Graffunder um dessen nicht unbedingt „stilsicheren dekorativen Elementen mit Blattvergoldung“ für das Hauptfoyer. Cremer hatte ein sogenanntes Künstlerkollektiv zu bilden, für das das Politbüro der Partei die Leitlinie vorsah:

„Die bildkünstlerische Gestaltung soll von den Ideen der Begründer des wissenschaftlichen Sozialismus, Marx und Engels, und ihrer Verwirklichung durch die siegreiche deutsche Arbeiterklasse unter Führung ihrer marxistisch-leninistischen Partei getragen sein.“

Cremer berief in sein Kollektiv daher auch altgediente befreundete, auch kritische, Künstlerkollegen aus verschiedenen Fachrichtungen. Es waren dies die Bildhauer Ludwig Engelhardt, Joachim Jastram und Siegfried Krepp, die Maler Ronald Paris und Hans Vent, sowie die „Formgestalter“ Claus Dietel und Lutz Rudolph. Kontrolliert wurde das Kollektiv von Kurt Hager, dem obersten Kulturfunktionär der DDR und Chefideologen der SED, was den Stellenwert und die Bedeutung des Projektes verdeutlicht. Durch eine erneute Planungsänderung entfiel die ursprünglich vorgesehene sich über zwei Geschosse erhebende Wand im Hauptfoyer des Palastes, was die Herstellung eines großen Wandgemäldes unmöglich machte. Cremers Kollektiv befasste sich daher nun auch zusätzlich mit dem äußeren Erscheinungsbild des Gebäudes im Stadtbild Ostberlins. Der vorgelegte Entwurf verabschiedete sich von der bis dahin geübten Praxis, Fassaden mit großflächigen sozialistischen Propagandabildern zu versehen. Den Künstlern um Cremer schwebte ein „Bemühen um eine Verlebendigung und Vermenschlichung des Gesamtensembles“ vor, eine andere Art von Monumentalität, die nicht „als gewaltsam und äußerlich des längst Bekannten erscheint.“ Es war also die Abkehr von einer Kunst, die noch wenige Jahre vorher propagiert worden war, wie noch das 1969 am Dresdner Kulturpalast entstandene monströse Wandbild Der Weg der roten Fahne im stalinistischen Stil der 1930er Jahre von Gerhard Bondzin. Cremer und sein Kollektiv wollten für den Palast keine „Propagandakunst.“
Im Außenbereich sah der Entwurf ein Marx-Engels-Denkmal vor und eine Skulpturengruppe mit Relief zum Thema Familie. Im Innern, am Eingang zum Volkskammersaal sollte ein Bronzerelief von Joachim Jastram mit dem Titel Lob des Kommunismus platziert werden. Außerdem sollten die Wände im Hauptfoyer malerisch gestaltet werden. Da die Zeit für die Künstler nicht reichte, um direkt am Ort zu arbeiten, mussten die Werke auf Platten gemalt und dann später aufgehängt werden. Um thematische Wiederholungen bei den Bildern mit den bildhauerischen Werken zu vermeiden, wurde für die Maler das Motto „Dürfen Kommunisten träumen?“ (die Frage stellte Wladimir Iljitsch Lenin) herausgegeben. Das wahrscheinlich von Kurt Hager ursprünglich verordnete Themen-Motto „Kampf und Sieg des Sozialismus“ wurde von dem Kollektiv verworfen. Die Maler wollten Klischees vermeiden, keine „metaphysische Schwärmerei“ abliefern, keine banalen Schilderungen von Sport- und Freizeitgeschehen, sondern die „wachsende internationale Bedeutung der DDR in der Welt und die völkerverbindende Idee des Sozialismus unter besonderer Berücksichtigung der Freundschaft zur Sowjetunion“ bildlich darstellen. Auf dem VIII. Parteitag der SED, 1971, wurde für den Sozialistischen Realismus der Kunst die Formel „Weite und Vielfalt“ verbreitet, was dem Künstlerkollektiv um Fritz Cremer eine gewisse gestalterische Freiheit verhieß.

## Dürfen Kommunisten träumen?
Das von Fritz Cremer herausgegebene Motto „Dürfen Kommunisten träumen?“ als Thema für die abzuliefernden Arbeiten der beteiligten Künstler irritierte zunächst die offiziellen Stellen des DDR-Kulturapparates. Doch sprachlich geschickte Veränderungen und Umdeutungen, sowie letztendlich der Hinweis auf die Urheberschaft Lenins, ließen Cremers Konzept ohne größere Diskussion und Abstriche durchkommen. Für die beteiligten Künstler bedeutete das Motto, ob „Kommunisten träumen dürfen“ eine Freiheit der Gestaltung ihrer Bilder, die bis dahin nicht gegeben war. Die für die Palast-Galerie beauftragten Künstler sahen dieses Motto unterschiedlich. So war Wolfgang Mattheuer rückblickend der Ansicht, dass es die künstlerische Gestaltung freigab. Auch Willi Sitte sah eine „freie Auslegbarkeit“ und Offenheit für „alle eigenen inhaltlichen Vorstellungen.“ Hans Vent sagte 1977, dass „die Palast-Galerie die gegenwärtigen Tendenzen der DDR-Malerei spiegeln“ sollte, durch das weitgefasste Leitmotiv „war es möglich, unsere unterschiedlichen Temperamente zu vereinen“.
Der sogenannte Bitterfelder Weg der 1960er Jahre (die Arbeiterklasse sollte Zugang zur Kultur haben und selbst künstlerisch tätig werden, keine elitäre, abgehobene Kunst) wurde damit überwunden, zumal sich auch die Malerei weiter entwickelt hatte zum „Simultan-“ oder „Komplexbild“, heute auch Wimmelbild genannt. In solchen Bildern werden simultan örtlich und zeitlich unterschiedliche historische Ereignisse dargestellt. Es gelang DDR-Kunsthistorikern und Künstlern, auch durch rhetorisch gewagte Argumentation, gegenüber der Staatsführung diese Art von Kunst so zu rechtfertigen, dass auch surreale oder fantastische Malerei als sozialistischer Realismus durchgehen konnte. Im Fall der Palast-Galerie gelang dies durch das Lenin-Motto, das auch die immer gewünschte Erwähnung der deutsch-sowjetische Freundschaft heraufbeschwor. So wurde die Kluft zwischen Dogma und Realität in der sozialistischen Kunst zumindest rhetorisch überbrückt, besonders nachdem auf dem VIII. Parteitag (1971), Erich Honecker von einer größeren „Breite und Vielfalt“ der Kunst sprach. Später führte er sogar aus, dass es „auf dem Gebiet von Kunst und Literatur keine Tabus geben könne.“ Und einschränkend: Allerdings nur, solange man „von den festen Positionen des Sozialismus ausgeht“.
Es war eine kurzzeitige Liberalisierung der DDR-Kunstpolitik, die seit Erich Honeckers Machtantritt 1971 den Künstlern Hoffnung gab. Doch mit der Ausbürgerung von Wolf Biermann im November 1976, nur ein paar Monate nach der Eröffnung der Palast-Galerie, war es damit wieder vorbei.

## Beteiligte Künstler und ihre Werke
| Künstler                               | Bezeichnung                           | Jahr    | Technik      | Bild                           |
| -------------------------------------- | ------------------------------------- | ------- | ------------ | ------------------------------ |
| Werner Tübke                           | Mensch – Maß aller Dinge              | 1975    | Mischtechnik | Farbbild in fünf Teilen dhm.de |
| Willi Sitte                            | Die rote Fahne – Kampf, Leid und Sieg | 1975/76 | Öl           |                                |
| Bernhard Heisig                        | Ikarus                                | 1975    | Öl           |                                |
| Ronald Paris                           | Unser die Welt – trotz alledem        | 1975/76 | Caparol      |                                |
| Arno Mohr                              | Forscht, bis ihr wisst                | 1975    | Eitempera    |                                |
| Willi Neubert                          | Gestern – heute                       | 1975    | Mischtechnik | Farbbild dhm.de                |
| Kurt Robbel                            | Die schaffenden Kräfte                | 1975/76 | Mischtechnik |                                |
| Hans Vent                              | Menschen am Strand                    | 1975    | Caparol      |                                |
| Erhard Großmann                        | Tadshikistan                          | 1975    | Tempera      |                                |
| Günther Brendel                        | Großes Stilleben                      | 1975/76 | Caparol      |                                |
| Wolfram Schubert                       | Brot für alle                         | 1975    | Tempera      |                                |
| René Graetz, (vollendet von Arno Mohr) | Krieg und Frieden                     | 1975    | Tempera      |                                |
| Matthias Wegehaupt                     | Raum für Neues                        | 1975    | Mischtechnik |                                |
| Wolfgang Mattheuer                     | Guten Tag                             | 1975    | Öl           |                                |
| Walter Womacka                         | Wenn Kommunisten träumen              | 1975    | Öl           | Farbbild dhm.de                |
| Lothar Zitzmann                        | Weltjugendlied                        | 1975    | Öl           |                                |

## Kritik und Rezeption vor 1990
Kurz nach der Eröffnung der Palast-Galerie am 29. April 1976 berichteten die DDR-Medien ausführlich über die Bilder im zweigeschossigen Hauptfoyer des Palastes. Die Berliner Zeitung schrieb über die politische Tendenz der präsentierten Kunst und ihr Anliegen, dass „die großen epochalen Auseinandersetzungen zwischen Kapitalismus und Sozialismus bildkünstlerisch zu symbolisieren, Anspruch und Standort unserer Gesellschaft zu verdeutlichen“ sei. Im Neuen Deutschland beschrieb Peter H. Feist einzelne Kunstwerke genauer und befasste sich mit der ideologischen Einordnung im Sinn der Partei. So monierte er bei Willi Neuberts Arbeit den zu geringen „geistigen Reichtum“ seiner Figuren, auch sei Matthias Wegehaupt „nicht alles gelungen“, aber die meisten Arbeiten lobte er. Ronald Paris zeige den „Gedanken der internationalen Solidarität“, Willi Sitte die „Härte der Klassenschlachten, aber auch die unbändige Lebenskraft der Sieger der Geschichte“ und sah auf den Tafeln „die Partei als Unterpfand des Sieges“. Zum propagandistischen Zweck der Bilder schrieb er: „Gemeinsam lenken die Bilder unseren Blick auf den Triumpf des Sozialismus in unserer Epoche, die opferreichen Kämpfe der Werktätigen ihrer ganzen […] Geschichte und auf die sichere kommunistische Perspektive. […].“ Auch der DDR-Kunsthistoriker Ullrich Kuhirt, Verfasser des Standardwerks Kunst der DDR 1960-1980, lobte die Bilder der Palast-Galerie als „zentrale Leistung des sozialistischen Realismus in der DDR-Kunst der siebziger Jahre.“ Er sieht zwar auch qualitative Unterschiede, findet aber, dass sich „in der Gesamtfolge ein bedeutendes Reservoir bildhafter, gestalterischer Eigenheiten und Entdeckungen verkörpert, die es gestattet, von einem echten Querschnitt durch die gegebenen Richtungen realistischer Verallgemeinerung zu sprechen.“ Im westdeutschen Nachrichtenmagazin Der Spiegel stand zur Eröffnung der Palastes zu den Bildern nur der Satz: Tausende schieben sich an den ausgestellten Monumentalbildern der freier und kühner gewordenen DDR-Maler vorbei und bewundern die heitere Helle aus Licht, Glas, Chrom und poliertem Stein.
Die Werke der Palast-Galerie wurden, auch durch den regen Zuspruch des Publikums, in der Folge zur offiziellen Vorzeigekunst der DDR. Besuchern aus dem befreundeten Ausland und Vertretern ihrer kommunistischen Parteien wurden die Werke durch den Direktor des Palastes, Günter Bischoff, stolz präsentiert. Die Popularität ging soweit, dass die DDR-Post 1977 Briefmarkenblöcke mit einzelnen Motiven der Bilder von Lothar Zitzmann, Walter Womacka und Wolfram Schubert herstellen ließ. 1981, anlässlich des X. Parteitages des SED, wurde das in einem Block vollständige Bild von Womacka herausgegeben. Offenbar wollte sich die Parteiführung mit seinem Werk Wenn Kommunisten träumen schmücken. „So reduzierte sich der künstlerische, aber auch ideologische Anspruch der Palast-Galerie auf’s Briefmarken sammeln, der denkbar kleinbürgerlichsten Freizeitbeschäftigung (Michael Philipp in: Dürfen Kommunisten träumen? Die Galerie im Palast der Republik. Eine Dokumentation).“ Auch der Chefarchitekt des Palastes, Heinz Graffunder, lobte sich, sein Werk und die darin gezeigten Bilder auf schönfärberische Weise. Offenbar waren die Differenzen mit Fritz Cremer nun, nachdem dessen Konzept so großen Erfolg hatte, vergessen.
- Briefmarken

Doch langsam begann eine Distanzierung von den Arbeiten, ausgehend von der Akademie der Künste in der es offenbar den Vorwurf gab, die Bilder seien nicht hinreichend eindeutig. Bereits vorher gab es seitens des Instituts für Gesellschaftswissenschaften beim ZK der SED schon Vorbehalte und sogar Ablehnung. Kritik bekam vor allem Matthias Wegehaupt für sein Bild Raum für Neues zu spüren, das den korrekten ideologischen Ansprüchen der Staatsführung nun doch nicht mehr entsprach. Schon bald durften die Bilder der Galerie nur noch mit Genehmigung der Palastleitung abgedruckt werden. In einer Broschüre aus dem Jahr 1986 für Besucher und Touristen des Palastes erschienen zwar zahlreiche Fotos von Veranstaltungen, Räumen und Politikern, aber die Galerie tauchte im Gegensatz zu früheren Publikationen auf einmal nicht mehr auf.

## Ausstellungen und Bewertung nach 1990
Nachdem die Volkskammer im August 1990 beschlossen hatte, dass die DDR dem „Geltungsbereich des Grundgesetzes“ und damit der BRD beitreten wird, wurde der Palast der Republik geschlossen, sein Abriss 1993 beschlossen. Damit war auch die Galerie der Öffentlichkeit nicht mehr zugänglich. Die Künstler wurden zunächst gefragt, ob sie ihre Werke zurückhaben wollten, doch zwischenzeitlich war die BRD Eigentümer der Bilder geworden und lehnte eine Rückgabe gegen den Kaufpreis ab. Auch der Versuch der Berlinischen Galerie, die Gemälde zu erhalten, um sie auszustellen, scheiterte. Schon vorher begann eine Diskussion über den künstlerischen Gehalt der Werke, die von „ideologisch getränkter Kunst“ bis zur einfacher „Dekoration“ reichte. Die Rede war von „naiver Gläubigkeit“, von „fatalem Muff“, und die Frage, ob es sich um eine „ideologisch kontaminierte Kunst“ handele, stand im Raum. Der damalige Direktor des Deutschen Historischen Museums, Christoph Stölzl wollte die Bilder schließlich in die Sammlung unter dem Titel „ideologisch-propagandistische Kunst der DDR“ aufnehmen. Ronald Paris meinte dazu, er habe „mit ehrlichem Herzen“ sein Bild gemalt und sei der Meinung, dass es „jetzt erst die richtige Aktualität“ habe. Hans Vent bezeichnete Stölzls Vorstoß als „kolonialistisch“ und sah einen „eklatanten Mangel an Respekt vor der Kunst“.
Ab Februar 1996 waren die Werke für ein paar Wochen unter dem Titel Dürfen Kommunisten träumen? im Deutschen Historischen Museum im Zeughaus-Südflügel zu sehen. Über 100.000 Menschen besuchten diese Ausstellung, die nach Ansicht von Peter H. Feist durch vereinfachende Kommentare mit „abgestandenen Klischees kommentiert“ wurde.
Acht Gemälde aus dem Palast der Republik gingen 1999 nach Weimar zur Ausstellung Offiziell/Inoffiziell. Die Kunst der DDR, als Teil des Ausstellungszyklus Aufstieg und Fall der Moderne. In jener Ausstellung hingen die Gemälde nicht an den Wänden, sondern standen auf dem Boden an die Wände gelehnt auf grauer Plastikfolie. Das führte zu Protesten der Künstler. Willi Sitte sah in dieser Art der Präsentation eine „zielgerichtete Diffamierung der DDR-Kunst“. Wolfgang Mattheuer schrieb: „Die skandalöse Show ist eine bewußte Diffamierung, auch meiner Lebensarbeit. Ganz im Geiste des kalten Krieges und der in allen Sektoren der Gesellschaft leider noch immer und viel zu häufig zu beobachtenden westlichen Siegermentalität.“ Hans Vent ging noch weiter. Er fühlte sich diskriminiert und verhöhnt und sah eine „Entwürdigung der Kunst“. Er sprach von einer „undifferenzierten Präsentation seiner Bilder inmitten angepaßter Staatskunst“ und zog einen Vergleich: Er fand es verletzend, dass „zehn Jahre nach der deutschen Einheit nach dem Muster der Nazi-Ausstellung Entartete Kunst eine solche Hinrichtung inszeniert“ werde. Er forderte das Deutsche Historische Museum als Leihgeber auf, sein Bild Menschen am Strand aus der Ausstellung zu entfernen. Doch Kritik kam nicht nur von den Künstlern. Der westdeutsche Kunsthistoriker Gottfried Knapp rezensierte die Weimarer Ausstellung in der Süddeutschen Zeitung mit dem Titel An die Wand gestellt. Wie die Weimarer Ausstellung die DDR-Kunst abqualifiziert.
Auch anlässlich der Ausstellung Hinter der Maske im Potsdamer Museum Barberini, 2017/2018, sorgten die dort ebenfalls ausgestellten Palast-Bilder noch immer für Irritation und Kritik, sowohl in positiver als auch negativer Hinsicht. Im Berliner Stadtmagazin Zitty erschien ein Bericht, in dem Ronald Berg schrieb: „Etliche Palast-Bilder sind in ihrer allegorischen und symbolischen Verschlüsselung so komplex, dass der offiziell missbilligte Skeptizismus in manchen von ihnen nicht erkannt oder nicht zu beanstanden war, etwa dank der mehrdeutigen Ikarus-Figur [Anm.: Gemeint ist das Bild von Bernhard Heisig]. Die Staatsfunktionäre fühlten da ihren Argwohn, ohne dass sie ihn artikulieren konnten.“ In der Märkischen Allgemeinen kamen die Bilder aus der Palast-Galerie in einer Rezension von Karim Saab hingegen schlecht weg: „Dass es sich bei dem Palast-Zyklus zum Teil um nichtssagende, verkrampfte und von Pathos triefende Schlechtigkeiten handelt (Günter Brendel „Großes Stillleben“, Ronald Paris „Unser die Welt – trotz alledem“) dürfte auch jedem Schulkind von heute auffallen. Die rotstichigen Agitprop-Bilder von Willi Sitte und Wolfgang Neubert wurden als Blickfang an die Stirnseiten gehängt.“